# فرانشيسكا بوش
فرانشيسكا بوش (بالألمانية: Franziska Busch)‏ هي لاعبة هوكي الجليد ألمانية، ولدت في 20 أكتوبر 1985 في زيزن في ألمانيا.

## وصلات خارجية
- فرانشيسكا بوش على موقع EliteProspects.com (الإنجليزية)
- فرانشيسكا بوش على موقع Eurohockey.com (الإنجليزية)
- فرانشيسكا بوش على موقع اللجنة الأولمبية الدولية (الإنجليزية)
- فرانشيسكا بوش على موقع أوليمبيديا (الإنجليزية)
- فرانشيسكا بوش على موقع اللجنة الأولمبية الألمانية (الألمانية)